# Nick Doodeman
Nick Doodeman (Venhuizen, 22 oktober 1996) is een Nederlands voetballer die als rechtsbuiten speelt voor Willem II. Eerder kwam hij uit voor Jong AZ, FC Volendam en SC Cambuur.

## Clubcarrière

### AZ
Doodeman speelde voor ASV '55 en De Zouaven alvorens hij in 2007 in de jeugdopleiding van AZ terechtkwam. Hij doorliep de gehele jeugdopleiding van de Alkmaarse club. Op 5 juni 2015 tekende Doodeman zijn eerste contract bij AZ, dat hem tot medio 2017 aan de club bond. In het seizoen 2016/17 werd hij met Jong AZ kampioen van de Tweede divisie.

### FC Volendam
Op 26 mei 2017 tekende Doodeman een contract tot medio 2018 bij FC Volendam, met een optie voor een extra seizoen. Hij maakte zijn debuut voor de club op 3 september 2017. In de met 0-1 verloren wedstrijd tegen SC Cambuur kwam hij in de slotminuten binnen de lijnen. Twee weken later begon hij tegen Fortuna Sittard voor het eerst in de basis. In januari 2018 werd de optie in zijn contract gelicht, waardoor hij tot medio 2019 vast kwam te liggen. In het seizoen 2018/19 begon Doodeman elke wedstrijd in de basis, maakte hij 7 doelpunten en leverde hij negenmaal een assist. Dit was reden voor de supporters van FC Volendam om hem na afloop te bekronen tot speler van het seizoen.
Doodeman sloot zijn periode bij FC Volendam af met 126 wedstrijden voor de club uit Volendam met daarin 26 treffers en 43 assists. In zijn laatste seizoen bij FC Volendam maakte de Assistkoning zijn bijnaam waar door 10 assists en 8 doelpunten te maken in slechts 20 wedstrijden. Tussen 16 en 19 oktober was hij goed voor liefst acht assists, door drie assists in een 5-1 overwinning op Jong PSV en liefst vijf assists in een 6-2 overwinning op Jong AZ.

### SC Cambuur
Mede hierdoor werd de voorgenomen zomertransfer naar SC Cambuur bespoedigd. Op 16 februari 2021 maakte Doodeman zijn debuut bij de selectie van Henk de Jong in een wedstrijd tegen TOP Oss die met 3-0 gewonnen werd. Doodeman werd met Cambuur dat jaar kampioen en dwong hiermee promotie af naar de Eredivisie. Toch kwam Doodeman tot slechts één goal en twee assists in een halfjaar. 
In zijn tweede seizoen bij Cambuur kwam Doodeman minder aan bod en fungeerde hij voornamelijk als invaller. Naar eigen zeggen ging het seizoen voor hem persoonlijk 'wat minder' en was het 'van beide kanten niet wat ervan verwacht werd'.

### Willem II
In de zomer van 2022 daalde de aanvaller weer af naar de Eerste divisie. Hij tekende een contract tot medio 2025 bij Willem II, dat het seizoen erop juist was gedegradeerd. Op 5 augustus maakte hij tegen Jong PSV zijn debuut. Op 30 september scoorde hij tegen MVV Maastricht zijn eerste doelpunt voor de club. Vanaf begin november ontbrak Doodeman in de selectie door buitenbandproblemen, waardoor hij de rest van het seizoen niet meer in actie kwam. Op 17 september 2023 maakte hij na tien maanden blessureleed zijn rentree tegen oude ploeg SC Cambuur. Op 6 oktober was hij tegen De Graafschap goed voor zijn eerste twee assists. Op 24 november was Doodeman goed voor twee goals en één assist in een 5-1 overwinning op Telstar, waardoor Willem II de eerste plek op de ranglijst behield. Op 10 mei werd Doodeman kampioen van de Eerste Divisie door een 3-2 overwinning op datzelfde Telstar. Hij was goed voor drie goals en dertien assists: alleen Daryl van Mieghem (ADO Den Haag) kwam tot meer assists.  

## Clubstatistieken
| Seizoen                        | Club           | Competitie     | Competitie | Competitie | Competitie | Beker | Beker | Beker | Totaal | Totaal | Totaal |
| Seizoen                        | Club           | Competitie     | Wed.       | Dlp.       | Ass.       | Wed.  | Dlp.  | Ass.  | Wed.   | Dlp.   | Ass.   |
| ------------------------------ | -------------- | -------------- | ---------- | ---------- | ---------- | ----- | ----- | ----- | ------ | ------ | ------ |
| 2017/18                        | FC Volendam    | Eerste divisie | 35         | 6          | 16         | 2     | 0     | 2     | 37     | 6      | 18     |
| 2018/19                        | FC Volendam    | Eerste divisie | 38         | 7          | 9          | −     | −     | −     | 38     | 7      | 9      |
| 2019/20                        | FC Volendam    | Eerste divisie | 29         | 5          | 6          | 1     | 0     | 0     | 30     | 5      | 6      |
| 2020/21                        | FC Volendam    | Eerste divisie | 20         | 8          | 10         | 1     | 0     | 0     | 21     | 8      | 10     |
| 2020/21                        | SC Cambuur     | Eerste divisie | 13         | 1          | 2          | −     | −     | −     | 13     | 1      | 2      |
| 2021/22                        | SC Cambuur     | Eredivisie     | 15         | 0          | 3          | 2     | 1     | 0     | 17     | 1      | 3      |
| 2022/23                        | Willem II      | Eerste divisie | 14         | 2          | 2          | 1     | 0     | 0     | 15     | 2      | 2      |
| 2023/24                        | Willem II      | Eerste divisie | 32         | 3          | 14         | −     | −     | −     | 32     | 3      | 14     |
| 2024/25                        | Willem II      | Eredivisie     | 14         | 0          | 3          | 2     | 0     | 0     | 16     | 0      | 3      |
| Carrièretotaal                 | Carrièretotaal | Carrièretotaal | 210        | 32         | 65         | 9     | 0     | 2     | 219    | 32     | 67     |
| Bijgewerkt op 12 januari 2025. |                |                |            |            |            |       |       |       |        |        |        |

## Interlandcarrière
Doodeman werd op 28 februari 2013 voor het eerst geselecteerd voor het Nederlands voetbalelftal onder 17. Op 6 maart werd hij in de met 3-1 gewonnen oefenwedstrijd tegen de leeftijdsgenoten van Finland na 64 minuten vervangen door Bart Nieuwkoop.
Op 2 september 2013, een halfjaar later, zat Doodeman voor de tweede keer bij de selectie van een Nederlands jeugdelftal. KNVB-coach Remy Reijnierse nam hem op in de 18-koppige selectie van Nederland onder 18 voor de oefeninterland tegen Schotland, welke plaatsvond op 9 september 2013. Doodeman werd na rust vervangen door Pelle van Amersfoort. De wedstrijd werd met 2-0 verloren.

## Erelijst
| Competitie     | Aantal  | Seizoen |
| Jong AZ        | Jong AZ | Jong AZ |
| -------------- | ------- | ------- |
| Tweede divisie | 1       | 2016/17 |
| SC Cambuur     |         |         |
| Eerste divisie | 1       | 2020/21 |
| Willem II      |         |         |
| Eerste divisie | 1       | 2023/24 |